# حق انتفاع
حق انتفاع عبارت است از حقوقی که فرد از منافع چیزی یا مالی (معمولاً مال غیر) بر خوردار می‌شود.
در حقوق مدنی حق انتفاع عبارت است از حقی که به موجب آن شخص می‌تواند از مالی که عین آن ملک دیگری است یا مالک خاصی ندارد، استفاده کند.
در حق انتفاع، مال در مالکیت شخصی دیگر است و منافع نیز ملک شخص دیگری است و فقط شخص دارای حق انتفاع، حق استفاده و بهره‌برداری از آن را دارد، نه حق مالکیت بر آن.
حق انتفاع نوعی مالکیت است که طی قراردادی به شخص واگذار می‌شود٬بنابراین اگر حق انتفاع روی مال غیرمنقول باشد، غیرمنقول تبعی و اگر روی مال منقول باشد منقول حکمی محسوب می‌شود.

## معنی لغوی
انتفاع در لغت مصدر باب افتعال و از ریشه نفع و به معنای نفع گرفتن و سود بردن می‌باشد.

## درفقه
در اصطلاح فقه این واژه دارای دو معنی است:
- حقی که به موجب آن شخص می‌تواند از ملک غیر بهره‌مند شود.
- به معنای مطلق بهره‌مندی است که به اقتضای موارد فرق می‌کند.[۲]

## درقانون مدنی
مواد زیر از قانون مدنی ایران به مربوط به حق انتفاع می‌باشد:
- ماده ۴۰ ـ حق انتفاع عبارت از حقی است که به موجب آن شخص‌می‌تواند از مالی که عین آن ملک دیگری است یا مالک خاصی ندارد استفاده کند.

ماده ۴۱ ـ عمری حق انتفاعی است که به موجب عقدی از طرف مالک برای شخص به مدت عمر خود یا عمر منتفع یا عمر شخص ثالثی‌برقرار شده باشد.
- ماده ۴۲ ـ رقبی حق انتفاعی است که از طرف مالک برای مدت معینی‌برقرار می‌گردد.
- ماده ۴۳ ـ اگر حق انتفاع عبارت از سکونت در مسکنی باشد سکنی یاحق سکنی نامیده می‌شود و این حق ممکن است بطریق عمری یا بطریق رقبی برقرار شود.
- ماده ۴۴ ـ در صورتی که مالک برای حق انتفاع مدتی معین نکرده باشد حبس، مطلق بوده و حق مزبور تا فوت مالک خواهد بود مگر اینکه‌مالک قبل از فوت خود رجوع کند.
- ماده ۴۵ ـ در موارد فوق حق انتفاع را فقط دربارهٔ شخص یا اشخاصی‌می‌توان برقرار کرد که در حین ایجاد حق مزبور وجود داشته باشند ولی ممکن است حق انتفاع تبعا برای کسانی هم که در حین عقد به وجود نیامده‌اند برقرار شود و مادامی که صاحبان حق انتفاع موجود هستند حق مزبور باقی و بعد از انقراض آنها حق زایل می‌گردد.
- ماده ۴۶ ـ حق انتفاع ممکن است فقط نسبت به مالی برقرار شود که‌استفاده از آن با بقای عین ممکن باشد اعم از اینکه مال مزبور منقول باشد یا غیرمنقول و مشاع باشد یا مفروز.
- ماده ۴۷ ـ در حبس، اعم از عمری و غیره، قبض شرط صحت است.

ماده ۴۸ ـ منتفع باید از مالی که موضوع حق انتفاع است سوءاستفاده‌نکرده و در حفاظت آن تعدی یا تفریط ننماید.
- ماده ۴۹ ـ مخارج لازمه برای نگاهداری مالی که موضوع انتفاع است برعهده منتفع نیست مگر اینکه خلاف آن شرط باشد. - نکته ماده: مالی که موضوع حق انتفاع است دو سری مخارج و هزینه دارد:الف- مخارج نگهداری اصل مال (که با مالک است). ب- مخارج استفاده مثل بنزین، روغن، ضدیخ و … (مخارج استفاده با منتفع است ولی علی الاصول می‌توان خلافش شرط کرد به هر نوعی)
- ماده ۵۰ ـ اگر مالی که موضوع حق انتفاع است، بدون تعدی یا تفریط منتفع، تلف شود، مشارٌ‌الیه مسوول آن نخواهد بود.
- ماده ۵۱ ـ حق انتفاع در موارد ذیل زایل می‌شود:
  - در صورت انقضا مدت؛
  - در صورت تلف‌شدن مالی که موضوع انتفاع است. * نکته این ماده: مواردی هست که قانون نگفته مثلاً رجوع مالک در حبس مطلق یا منتفع در حبس مطلق بمیرد.
- ماده ۵۲ ـ در موارد ذیل منتفع، ضامن تضررات مالک است:
  - ۱- در صورتی که منتفع از مال موضوع انتفاع سوءاستفاده کند.
  - ۲- در صورتی که شرایط مقرره از طرف مالک را رعایت ننماید و این عدم رعایت موجب خساراتی بر موضوع حق انتفاع باشد.[۳]
- ماده ۵۳- انتقال عین از طرف مالک به غیر موجب بطلان حق انتفاع نمی‌شود ولی اگر منتقل الیه جاهل باشد که حق انتفاع متعلق به دیگری است اختیار فسخ معامله را خواهد داشت.
  - توضیح ماده اینکه با فروش مالک، حق انتفاع از بین نمی‌رود منتفع می‌گوید برای من فرقی ندارد که مالک چه کسی باشد فقط نسبت به خریدار جاهل به حق انتفاع (نداند که حق انتفاع وجود دارد) می‌تواند معامله اش را با مالک فسخ کند.

## اقسام حق انتفاع
- عمری حق انتفاعی است که به موجب عقدی از طرف مالک برای شخص به مدت عمر خود یا عمر منتفع یا عمر شخص ثالثی‌برقرار شده باشد.
- رقبی حق انتفاعی است که از طرف مالک برای مدت معینی‌برقرار می‌گردد.
- سکنی اگر حق انتفاع عبارت از سکونت در مسکنی باشد سکنی یاحق سکنی نامیده می‌شود و این حق ممکن است بطریق عمری یا بطریق رقبی برقرار شود.[۴]

## شرائط حق انتفاع
- حق انتفاع با عقد و قرارداد ایجاد می‌شود.
- موضوع حق انتفاع باید مالی باشد که استفاده از آن موجب از بین رفتن خود مال و عین آن نباشد.
- دارنده حق انتفاع (منتفع) باید در حین و زمان عقد موجود باشد.
- در حق انتفاع، قبض و تسلط منتفع بر مال مورد انتفاع شرط صحت عقد می‌باشد.

## تفاوتحق ارتفاقبا حق انتفاع
به‌طور کلی می‌توان فرقهای حق ارتفاق و حق انتفاع را در موارد ذیل بیان کرد:
- حق ارتفاق اختصاص به غیرمنقول دارد؛ ولی حق انتفاع ممکن است به مال منقول یا غیرمنقول اختصاص یابد.
- حق ارتفاق برای ملک است ولی حق انتفاع برای شخص.
- حق ارتفاق دائمی است لیکن حق انتفاع جز در موارد خاص، موقت است.
- حق ارتفاق فقط در زمانی ایجاد می‌شود که دو ملک وجود داشته باشد واگر شخص ملکی نداشته باشد حق انتفاع می‌شود.

## جستار
حق ارتفاق